# Isostola philomela
Isostola philomela är en fjärilsart som beskrevs av Druce 1893. Isostola philomela ingår i släktet Isostola och familjen björnspinnare. Inga underarter finns listade i Catalogue of Life.